# John Smith
John Andrew Smith (9 de janeiro de 1580 — 21 de junho de 1631) foi um capitão da Marinha Real Britânica.

## Biografia
Pelo Tratado de Tordesilhas, a América teria que ser dividida entre Portugal e Espanha, mas a rainha Elizabeth I ignorou esse acordo e enviou John Smith para iniciar a colonização da parte norte da América.
John Smith perdeu os pais quando tinha dezesseis anos.[carece de fontes?] Em 1607 desembarcou com a Virginia Company em Jamestown, no atual estado norte-americano da Virgínia. Lá, conheceu Pocahontas (1595 – 1617), com quem teria vivido uma história de amor. No entanto, não existem relatos que confirmem a veracidade desta informação.[carece de fontes?]
Em 1609 teve que voltar à Inglaterra, por motivos não confirmados.[carece de fontes?] Mas pelo fato de a corte inglesa não querer receber Pocahontas com a devida cordialidade, em 1614, ele escreveu uma carta à rainha Ana contando como Pocahontas o salvara nos momentos de fome e frio em Jamestown (atual Virgínia).[carece de fontes?]
A única fonte dos acontecimentos em Jamestown é oriunda do próprio Smith, o que pode levar à duvida sobre a veracidade dos fatos, visto que ele pode tê-los alterado a sua vontade.[carece de fontes?]
Antes de sua viagem até os Estados Unidos da América, John Smith participou de combates na região da Transilvânia, onde lutou contra os turcos. Além disso, durante um tempo, foi prisioneiro na Rússia, conseguindo fugir posteriormente para a Inglaterra.[carece de fontes?]
Na última vez que Smith e Pocahontas se encontraram, ela o chamou de pai: You shall call me child, and I shall call you father [carece de fontes?].